# 탄소세

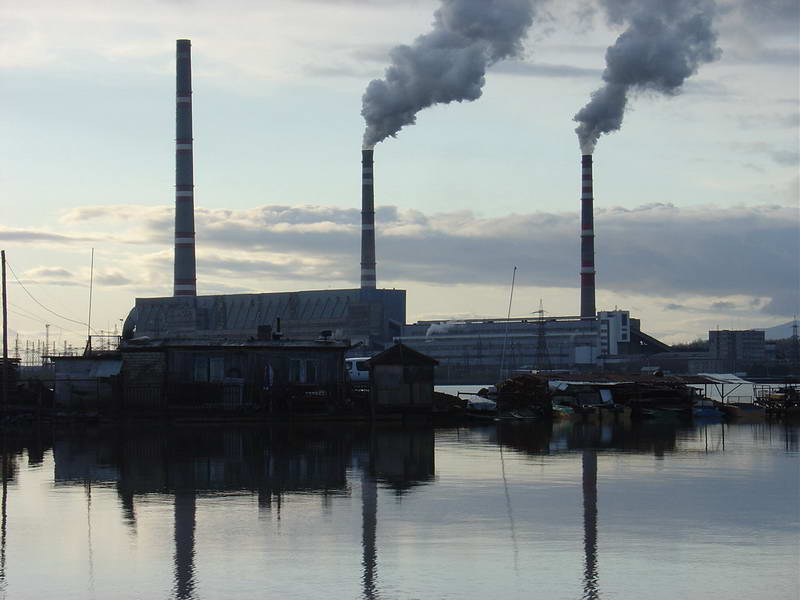
러시아 루체고르스크에 있는 석탄 화력 발전소. 이 발전소에서 배출되는 CO2에 요금을 부과하는 것이 탄소세이다.

탄소세(炭素稅, 영어: carbon tax)는 환경세 일종으로, 상품과 서비스를 생산함으로써 발생하는 탄소 배출에 부과하는 세금이다. 보통 이산화탄소와 같은 온실가스 방출시 부과하는 세금이다.
탄소세는 탄소 배출에 숨은 사회적 비용을 가시화하기 위한 것이다. 보통 화석연료를 사용하는 매체에 부과하며, 원자력, 수력, 풍력 등에는 적용하지 않는다. 따라서 기본적으로는 화석연료 가격을 인상함으로써 온실가스 배출을 줄이도록 만들었다. 탄소세는 탄소 배출량이 많은 상품과 서비스에 대한 수요를 줄이고 탄소 집약적이지 않게 만드는 동기를 부여한다. 석탄, 석유 또는 천연 가스 등 화석 연료가 연소할 때, 그 탄소 대부분 또는 전부가 이산화탄소로 전환된다. 온실 가스 배출은 기후 변화를 유발한다. 이와 같은 부정적인 외부 효과는 제품 수명 주기 어느 지점에서든 탄소 함량에 세금을 부과함으로써 감소할 수 있다.
가장 간단한 형태 탄소세는 CO2 배출량에만 적용된다. 또한 이산화탄소처럼 기후변화를 일으킬 수 있는 메탄 또는 아산화질소와 같은 온실가스 유발 물질의 배출에도 세금을 부과하는 것을 포함한다. 탄소세는 사회에 부정적 영향을 주는 활동을 하는 개인이나 기업에 부과하는 피구비안 세금(Pigovian Tax)의 일종이다.
연구에 따르면 탄소세가 배출을 줄이는 것으로 나타났다. 많은 경제학자들은 탄소세가 기후 변화를 해결하기 위한 가장 효율적인 (가장 낮은 비용의) 방법이라고 주장한다. 77개국과 100개 이상의 도시가 2050년까지 순 제로 배출 달성하기로 약속했다. 2019년 현재, 탄소세는 25개국에서 시행되었거나 시행 예정이다. 46개국은 탄소세 또는 탄소 배출 거래 제도를 통해 탄소에 어떤 형태로든 가격을 책정했다.
탄소세는 소비자 가격을 올리게 되어 사람들, 특히 가난한 사람들의 복지에 부정적인 영향을 미칠 수 있다. 예를 들어, 휘발유와 전기의 가격이 올라갈 수 있다. 탄소세를 공정하게 만들기 위해, 정책 입안자들은 다양한 재정 수단을 통해 탄소세에서 발생하는 수익을 저소득층에게 재분배하려고 노력할 수도 있다. 그러한 정책 계획은 단순히 일반 세금이 아니라 탄소 수수료와 배당금이 된다.
탄소 가격 개념은 탄소 배출권 거래뿐만 아니라 탄소세를 의미한다. 탄소세에 대한 두 가지 일반적인 경제적 대안으로는 탄소 배출권과 보조금이 포함된 거래 가능한 배출권이다.

## 목적
이산화탄소는 인간 활동의 결과로 배출되는 여러가지 온실 가스 (메탄과 수증기를 포함) 중 하나이다. 인간에 의해 유발된 온실 가스 배출이 기후 변화의 주요 원인이고,  인간이 유발한 온실 가스 중 이산화탄소가 가장 중요하다는 것은 과학적으로 합의된 내용이다. 전 세계적으로, 매년 270억 톤의 이산화탄소가 인간의 활동에 의해 생산된다. 대기 중의 이산화탄소의 물리적 영향은 지구-대기 시스템의 에너지 균형, 즉, 이산화탄소의 복사강제력의 변화로 측정할 수 있다. 다양한 온실 가스는 여러가지 물리적 특성을 갖는데, 지구 온난화지수는 국제적으로 인정되는 척도로 다른 온실가스들이 이산화탄소와 비교하여 지구온난화에 얼마나 영향을 미치는지 측정하는 지표이다.
탄소세의 목적은 화석연료의 가격을 인상함으로써 온실가스 배출을 줄이도록 설계되었다. 나아가 온실가스의 배출을 줄여 지구 온난화를 방지하고, 거두어진 세금을 나아가서 온실가스 배출을 줄이는 데 사용하고자 한다. 결국은 탄소 배출량이 많은 상품과 서비스에 대한 수요를 줄이고 탄소 집약적이지 않게 만드는 동기를 부여할 수 있다.

## 경제이론

### 역사와 이론적 근거
탄소세는 오염세의 일종으로 1973년 데이비드 고든 윌슨(David Gordon Wilson)이 처음 제안했다. 각 오염원의 배출을 명시적으로 제한하거나 금지하는 전통적 통제 규정과 달리, 탄소세는 시장에서 직접 가장 효율적인 오염 감소 방법을 결정하도록 한다. 탄소세는 소득에 세금을 부과하는 직접세와 달리 거래에 대한 세금인 간접세이다. 탄소세는 배출 한도가 아니라 가격을 설정하는 일종의 수단이다. 탄소세는 에너지 절약에 대한 인센티브를 창출할 뿐만 아니라 풍력, 태양열, 지열과 같은 재생 가능 에너지를 더 경쟁력 있게 만드는 기반이 된다.
경제 이론에서 오염은 부정적인 외부 효과, 거래에 직접 관여하지 않은 제3자에 대한 부정적인 영향을 주는 시장 실패의 한 유형이다. 이 문제에 대처하기 위해, 경제학자 아서 피구(Arthur Pigou)는 외부 효과(CO2)의 원인이 된 상품(이 경우에 탄화수소 연료)에 세금을 부과할 것을 제안했다. 다시 말하면, 사회에 대한 상품의 비용을 정확하게 반영하고 생산비용을 내부화하기 위해서이다. 부정적인 외부효과에 대한 세금을 피구비안 세금(Pigovian Tax)이라고 하며, 이는 비용과 동일해야 한다.
피구(Pigou)의 주장에서는 관련된 변화는 한계가 있고, 외부 효과의 크기는 경제를 왜곡하지 않을 만큼 충분히 작은 것으로 가정하고 있다. 기후 변화는 재앙 수준의(한계가 없는) 변화를 가져온다고 주장한다.  '한계가 없다'는 것은 소득과 복지 증가율을 크게 감소시킬 수 있다는 뜻이다. 또한, 기후 변화 완화에 투입되어야 하는 자원의 양이 얼마가 되어야 하는지에 대해서는 논란의 여지가 있다. 탄소 배출을 줄이기 위해 고안된 정책은 한계가 없는 많은 영향을 미칠 수 있지만 파국을 가져올 수준은 아니라고 주장한다.

### 디자인
탄소세의 설계에는 세금 규모와 수익 사용이라는 두 가지 주요 요소가 포함된다.  전자는 탄소 오염의 외부효과에 대한 수치적 비용을 계산하려는 탄소의 사회적 비용(SCC)을 기반으로 한다. 정확한 숫자는 환경 및 정책을 만드는 집단에서 논쟁의 대상이다. SCC가 높을수록 사회에 대한 탄소 오염 비용에 대한 평가가 높아진다. 스탠포드 대학 과학자들은 탄소의 사회적 비용이 톤당 200달러 이상일 것으로 추정했다. 보다 보수적으로 추정하면 비용은 약 50달러로 추정된다.
수익의 사용은 탄소세 제안에서 논쟁의 또 다른 주제이다. 정부는 재량 지출을 늘리거나 적자를 해결하기 위해 세입을 사용할 수 있다. 그러나 그러한 제안은 종종 역행적일 위험이 있으며, 세금과 관련된 에너지 비용 증가로 인해 대중의 반발을 불러일으킬 수 있다. 이를 방지하고 탄소세의 잘 알리기 위해서 정부는 탄소세 수입을 중립적으로 만들 수 있다. 이는 탄소세 수준에 비례하여 소득세를 줄여 주거나, 탄소세 수입을 시민들에게 배당금으로 돌려주는 방식으로 이루어질 수 있다.

### 탄소누출
탄소 누출은 한 국가/부문의 배출 규제로 인해 규제가 덜한 다른 곳으로 배출이 밀려날 때 발생한다. 누출 효과는 부정적(즉, 전체 배출량 감소 효과 증가)이고 긍정적(전체 배출량 감소 효과 감소)일 수 있다. 바람직한 부정적인 누출을 "유출"이라고 부를 수 있다.
한 연구에 따르면 단기 누출 효과는 장기 효과와 비교하여 판단해야 한다.  예를 들어 선진국에만 탄소세를 설정하는 정책은 개발도상국에 탄소 배출을 누출할 수 있다. 그러나 선진국의 석탄, 석유, 가스 수요 감소로 인해 바람직한 부정적인 누출이 발생하여 가격이 하락할 수도 있다. 그러면 개발도상국은 석탄을 석유나 가스로 대체하여 배출량을 줄일 수 있다. 그러나 장기적으로 오염을 덜 유발하는 기술개발이 지연되면 이러한 대체 효과는 장기적인 이점이 없을 수도 있다.
2030년 에너지 및 기후 프레임워크와 유럽 연합의 세 번째 탄소 누출 목록 검토를 보자면 탄소 누출은 기후 정책의 핵심이다.

### 국경조정, 관세 및 무역 금지
탄소세를 도입하는 국가와 그렇지 않은 국가가 경험하는 경쟁적 손실에 대한 우려를 해결하기 위한 정책이 제안되었다. 국가가 탄소세 도입을 장려하기 위해 국경세 조정, 관세 및 무역 금지가 제안되었다.
국경세 조정은 탄소 가격이 없는 국가로부터의 수입으로 인한 배출량을 보상한다. 대안으로는 무역 금지 또는 관세가 있다. 하지만, 이 방식은 세계무역기구(WTO)에서 허용되지 않을 수 있다. WTO에서의 판례법은 기후 관련 세금에 대한 구체적인 판결을 제공하지 않았다. 대신에 국경세 조정의 행정적 측면이 논의되었다.

### 내부 탄소 가격
많은 기업에서는 "탄소에 대한 내부 가격"을 계산한다. 기업은 이 내부 가격을 사용하여 투자 결정에 있어 향후 프로젝트의 위험을 평가한다. 기업들은 일반적으로 회사가 a) 대량의 이산화탄소를 배출하고 b) 미래를 더 계획할 때 더 높은 내부 가격을 사용한다. 석유회사는 향후 에너지 정책에 영향을 받을 수 있는 자산(공장, 정유소)을 보유하고 있다.
| 회사명         | 내부 탄소 가격 (US$/톤당) | 2013년 CO2 배출량(백만 톤) |
| -------------- | ------------------------- | -------------------------- |
| ExxonMobil     | 60                        | 132                        |
| BP             | 40                        | 60                         |
| Shell          | 40                        | 72                         |
| Total          | 34                        | 47                         |
| Ameren         | 30                        | 56                         |
| Xcel Energy    | 20                        | 54                         |
| Google         | 13                        | 0.04                       |
| Disney         | 10–20                     | 0.9                        |
| ConocoPhillips | 8–46                      | 24                         |
| Microsoft      | 6                         | 0.05                       |

## 영향

### 긍정적인 측면
연구에 따르면 탄소세는 온실가스 배출을 효과적으로 감소시키는 것으로 나타났다.
대부분의 경제학자들은 탄소세가 경제에 미치는 부정적인 영향을 최소화하면서 기후 변화를 억제하는 가장 효율적이고 효과적인 방법이라고 주장한다.
한 연구에 따르면 스웨덴의 탄소세는 운송으로 인한 이산화탄소 배출량을 11%까지 줄이는 데 성공했다. 2015년 브리티시 컬럼비아의 연구에 따르면 세금은 온실가스 배출을 5~15% 줄이면서도 전반적인 경제 효과는 미미한 것으로 나타났다. 2017년 브리티시 컬럼비아 연구에 따르면 산업 전체는 세금과 "작지만 통계적으로 유의미한 연간 0.74%의 고용 증가"로 이익을 얻었지만 탄소 집약적이고 무역에 민감한 산업은 부정적인 영향을 받은 것으로 나타났다. 부유한 민주주의 국가의 탄소세에 대한 2020년 연구에 따르면 탄소세가 경제 성장을 제한하지 않는 것으로 나타났다.
탄소세는 유럽의 고용이나 GDP 성장에 부정적인 영향을 미치지 않는 것으로 보인다.경제에 끼친 영향을 보면 0부터 약간 긍정적인 범위까지 다양하게 나타났다.

### 부정적인 영향과 상충관계
많은 연구에 따르면 사회적 혜택과 세금 공제가 증가하지 않으면 탄소세가 부유한 가구보다 가난한 가구에 더 큰 타격을 줄 것이라는 사실이 밝혀졌다. 길버트 메트캐프(Gilbert E. Metcalf)는 탄소세가 미국에서 퇴보적일 것이라고 주장했다.
탄소세는 전기 가격을 인상할 수 있다.
탄소 가격 책정(탄소 배출 거래 및 탄소세 등)과 기후 정의 사이의 관계에 대한 논쟁이 있다. 탄소 가격은 오염자가 그 비용을 지불해야 한다는 기후 정의의 일부 원칙에 따라 조정될 수 있다. 많은 기후 정의 지지자들은 탄소 가격 책정에 반대한다. 두 개념 사이의 격차를 줄이기 위해 탄소 가격 책정은 배출량을 제한하고, 서비스가 부족한 지역사회의 오염을 제거하고, 수익을 정당하게 분배할 수 있다.

## 찬성과 반대
탄소세가 처음 제안된 이후 수많은 경제학자들은 탄소세의 장점이 CO2 오염을 줄이는 수단이라고 설명했다. 탄소세는 “현재의 특정 규제 방식보다 오염을 통제하는 훨씬 더 나은 방법”이라는 평가를 받아 왔다. 시장에 기반한 단순한 방법이라는 좋은 평가를 받아왔다. "탄소 배출은 지구의 기후에 해로운 영향을 미친다는 측면에서 '가격이 책정되지 않은' 사회적 비용을 초래하기 때문"에 탄소세는 "생산자와 소비자의 결정을 안내하는 가장 효율적인 방법"이라는 것이다.”
그러나 탄소세는 많은 국민들의 반대에 부딪혔다. 또한 선거 과정에서 거부되었고 반대가 많아지면서 번복되기도 하였다. 대중의 지지를 얻기 위해 탄소세 수입을 그들에게 구체적인 방법으로 할당하기도 하였다.시민기후로비(Citizens' Climate Lobby)는 500개 이상의 지부를 보유한 국제기구이다. 그 단체는 진보적인 수수료와 배당 구조의 형태로 탄소세 입법을 옹호한다. 나사(NASA)의 기후학자인 제임스 한센(James E. Hansen)은 또한 수익 중립 탄소 수수료를 지지한다고 말했다.
2019년부터 3,500명이 넘는 미국 경제학자들이 탄소 배당금에 관한 경제학자들의 성명서에 서명했다. 이 성명서는 미국 탄소세의 이점과 개발 방법에 대한 제안을 담고 있다. 한 가지 권장 사항은 세금으로 창출된 수익을 일반 대중에게 반환하는 것이다. 이 성명서는 당초 노벨상 수상 경제학자 45명과 전 연준 의장, 전 미국 경제 자문위원회(CEA) 의장, 전 재무부 장관들이 서명한 것이다. 이는 경제학자들 사이에서 합의가 도출된 역사적인 사례로 인정되었다.

### 대중의 인식
탄소세 수입이 어떻게 사용되는지는 대중의 지지에 영향을 주기도 한다. 기후 프로젝트에 수익을 할당하고 저소득층 주택에 혜택을 주는 것이 탄소세 수입의 가장 흔한 용도였다. 그러나 탄소세를 시행한 국가에서 수익의 특정 사용처를 알려주는 것이 대중의 지원을 늘리는데 효과가 크지는 않았다.
글로브 스캔(GlobeScan)이 31개 국가 및 지역을 대상으로 실시한 2021년 여론조사에 따르면 평균 62%가 탄소세를 지지하는 반면, 33%만이 탄소세에 반대하는 것으로 나타났다. 여론 조사에 포함된 32개 국가 및 지역 중 28개 국가에서 인구의 대다수가 탄소세를 지지했다.

## 대안
2015년 기준으로 개발도상국은 탄소 배출량의 63%를 차지하고 있다. 개발도상국이 탄소세를 포함하여 탄소 배출을 늦추는 계획을 채택하는 것을 방해하는 여러 장벽이 있다. 개발도상국에서는 배출량 감소보다 경제 성장을 우선시하는 경우가 많다. 원자력은 배출이 없는 에너지원으로 여러 국가에서 개발 중이다.
풍력 에너지와 태양 에너지는 화석 연료의 또 다른 대안이다. 풍력 터빈은 지속 가능하고 재생 가능한 전력원이다.
배서 칼리지(Vassar College)의 경제학 교수인 벤호(Ben Ho)는 "탄소세가 기후 변화에 맞서기 위한 최적의 정책 포트폴리오의 일부이지만 가장 중요한 부분은 아니다"라고 주장했다.

### 탄소배출거래
탄소와 관련해 다른 접근 방식으로 한도와 거래가 있다. 배출 수준은 제한되어 있으며 배출 허가는 배출자 간에 거래된다. 허가는 기준년도 실적기준으로 정부 경매를 통해 발행되거나 기존 배출량에 따라 무료로 제공될 수 있다. 경매의 수익은 기타 세금을 줄이거나 정부 프로그램에 필요한 자금을 지원하는 데 사용된다.  다른 방법으로는 허가에 대한 최저 가격 및 가격 상한 설정이 있다. 탄소세는 거래와 함께 이루진다.
기준년도 실적을 대상으로 설정된 한도는 모든 산업에 적용되므로 효율성이라는 점에서 이점이다. 탄소 배출권 거래에서는 모든 생산자가 배출량을 줄이도록 동등한 인센티브를 제공한다. 이는 특정 산업 분야에서 세율을 면제하거나 인하하는 것에 비해 이점이 있다.
탄소세와 거래제도는 둘다 CO2 배출에 대한 가격을 책정하여 배출을 줄이는 것을 목표로 한다. 불확실성이 없다면 두 제도 모두 시장에서 필요한 수량과 CO2 가격을 효율적으로 정하게 될 것이다. 환경에 끼치는 피해를 고려하고 각 CO2 단위의 적절한 세금을 정확하게 계산할 수 없는 경우에는 허가 제도가 더 유리할 수 있다. 기업의 CO2 감소 비용이 불확실한 경우에는 세금이 더 선호되기도 한다.
허가제는 총 배출량을 규제한다. 실제로는 한도가 너무 높게 설정되어 허가 가격이 중요하지 않은 경우가 많다. 유럽연합 배출권거래제의 첫 번째 단계에서 기업은 추가 허가권을 구매하지 않고도 할당량만큼 배출량을 줄였다. 이로 인해 2년 후 허가 가격이 거의 0으로 떨어졌고 시스템이 붕괴되었으며 결국 EUETS 3단계에 내용 수정이 필요하게 되었다.
하이브리드 시스템이 허용되면 탄소세와 허가제의 구분이 모호해질 수 있다. 하이브리드는 가격 변동에 제한을 설정하여 잠재적으로 상한선을 완화한다. 가격이 너무 높아지면 발급 기관은 해당 가격으로 추가 허가증을 발급한다. 배출량이 너무 낮아 누구도 허가증을 구입할 필요가 없을 때 가격 하한선이 붕괴될 수 있다. 경제학자 길버트 메트캐프(Gilbert Metcalf)는 배출 보증 메커니즘(Emissions Assurance Mechanism)이라는 제도를 제안했고, 원칙적으로 이 아이디어는 기후 리더십 위원회(Climate Leadership Council)에서 채택되었다.
제임스 한센(James E. Hansen)은 Storms of My Grandchildren이라는 책에서 이를 주장했고 당시 버락 오바마 대통령에게 보낸 공개 서한에서 배출권 거래를 통해 은행과 헤지 펀드만 돈을 벌게 되고 주요 탄소 배출 산업은 '평소대로의 사업'을 허용될 뿐이라고 주장했다.

### 기타 세금
관련 세금으로 배출세와 에너지세가 있다. 온실가스 배출에 대한 배출세는 개별 배출자가 온실가스 1톤당 수수료, 요금 또는 세금을 지불하도록 요구하는 반면, 에너지세는 연료 자체에 적용된다. 기후변화 완화 측면에서 탄소세는 배출세를 완벽하게 대체할 수 없다. 예를 들어, 탄소세는 연료 사용 감소를 장려하지만 탄소 포집 및 저장과 같은 배출 감소를 장려하지는 않는다.
에너지세는 배출량에 관계없이 에너지 가격을 상승시킨다.:416 종가 에너지세는 연료의 에너지 함량이나 에너지 제품의 가치에 따라 부과되는데 이는 배출된 온실가스 양과 일치하거나 일치하지 않을 수도 있다. 연구에 따르면 배출량을 일정량 줄이려면 종가 에너지세가 탄소세보다 비용이 더 많이 든다. 그러나 온실가스 배출은 외부효과이지만, 탄소세가 적용되지 않는 대기 오염(예를 들어 암모니아 또는 미세 입자)과 같은 다른 부정적인 외부효과가 발생할 수도 있다. 따라서 탄소-에너지세처럼 함께 사용하는 것이 탄소세 단독으로 사용하는 것보다 대기 오염을 줄이는 데 더 나을 수 있다.
이러한 세금은 모두 리베이트와 결합될 수 있다. 즉, 세금으로 징수된 금액은 적격 당사자에게 반환되어 배출량이 많은 기업에 세금을 부과하고 탄소를 적게 배출하는 기업에 보조금을 지급하게 된다는 것이다.
탄소세는 이산화탄소만을 대상으로 하기 때문에 온실가스를 일으키는 잠재력이 더 큰 메탄과 같은 다른 물질을 대상으로 하지 않는다.

### 석유류(휘발유, 경유, 제트연료) 세금
많은 국가에서 연료에 직접 세금을 부과한다. 예를 들어, 영국은 차량 탄화수소 오일 뿐만 아니라 휘발유 및 디젤 연료도 직접 탄화수소 오일 관세를 부과한다.
직접세는 소비자에게 명확한 신호를 주지만, 소비자의 연료 사용에 영향을 미친다는 측면에서는 다음과 같은 이유로 인해 효율적이지 않다.
- 비효율적인 차량이 최신 모델로 교체되고 구형 모델이 계속 존재하므로 10년 이상의 기간이 소요될 수 있다.
- 정책 입안자들의 세금 인상을 방해하는 정치적 압력이 존재한다.
- 연비와 연료 가격 사이에서 소비자가 할 수 있는 일은 제한적이다. 연료 효율성 기준이나 과세 혜택에 대한 소득세 규정 변경과 같은 노력이 오히려 더 효과적일 수도 있다.
- 연료의 낮은 가격 탄력성을 고려하여 연료세를 일반 수입의 원천으로 사용하여 연료량을 줄이지 않고도 더 높은 요금을 부과할 수 있던 사례가 있다. 이러한 상황에서는 정책의 합리적 근거가 불분명할 수도 있다.

자동차 유류세는 자동차 효율이 향상될 때 발생하는 '반동 효과'를 줄일 수 있다. 소비자는 오히려 차량을 이용한 여행을 더 자주 하거나 더 무겁고 강력한 차량을 구입하여 효율성 향상을 상쇄할 수 있다.

### 대안방법 비교
주요 경제학자들을 대상으로 한 2018년 설문조사에 따르면, 설문조사에 참여한 경제학자들 중 58%가 "탄소세는 탄소 배출권 거래제보다 기후 정책을 시행하는 더 나은 방법"이라는 주장에 동의했으며, 31%는 의견이 없거나 잘모르겠다고 답했다. 하지만 응답자 어느 누구도 동의하지 않은 건 아니었다.
1996년 문헌 연구를 통해 저자들은 국제 할당량(상한제) 시스템과 국제 탄소세 사이의 선택이 여전히 모호하다고 결론지었다.:430 산업에서의 탄소세, 배출권 거래, 명령 및 통제를 비교한 2012년 연구에서는 시장 기반 메커니즘이 산업 생산에 영향을 주지 않고 배출 목표를 달성하는 데 배출 기준보다 더 효과적이라고 결론지었다.

## 각국의 노력

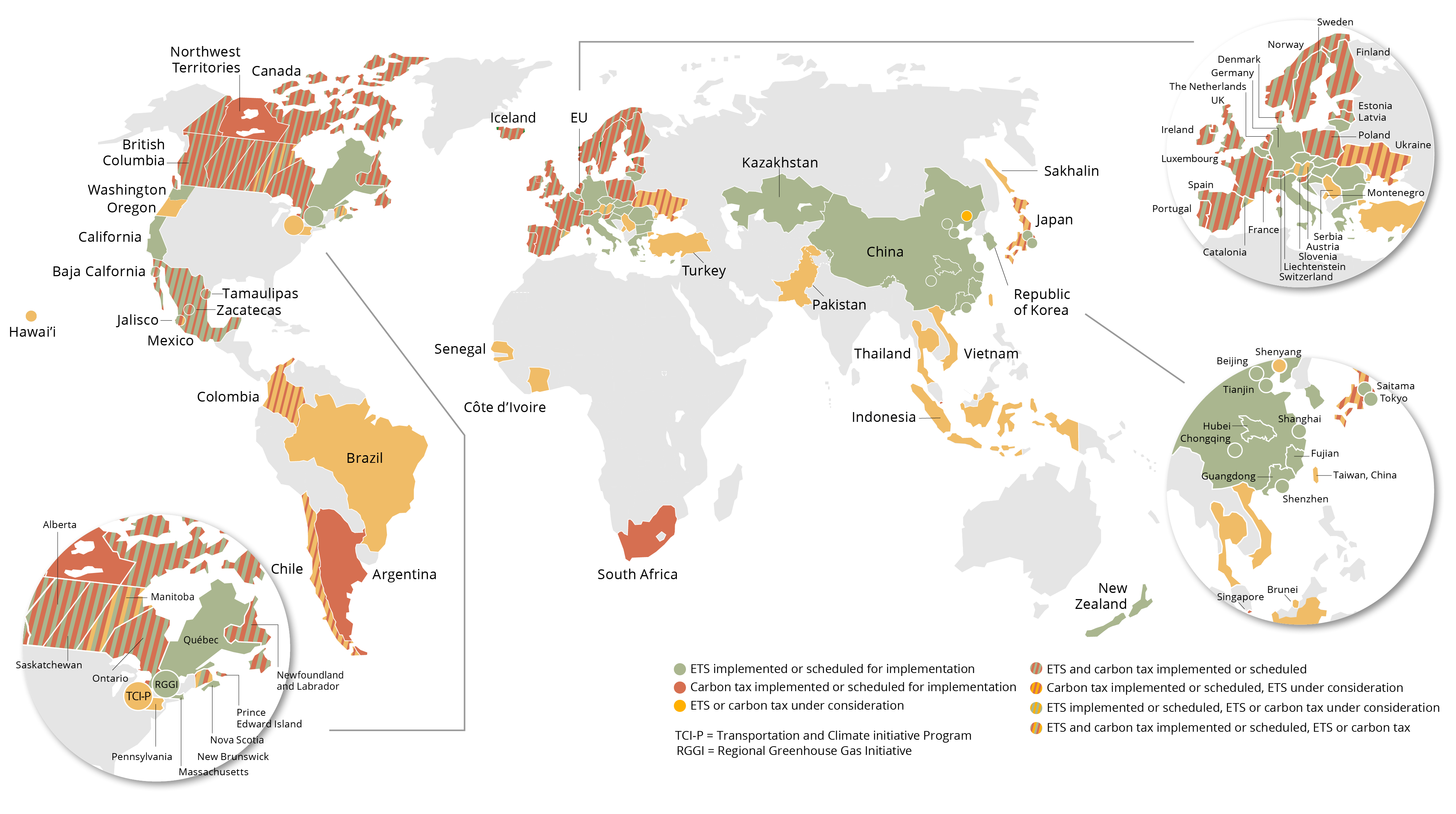
전 세계 배출권 거래 및 탄소세 (2021)
탄소세 시행 또는 예정
탄소 배출권 거래 시행 또는 예정
탄소 배출 거래 또는 탄소세를 고려중

에너지세와 탄소세는 유엔 기후변화협약에 따른 약속에 따라 시행되었다. 대부분의 경우 세금은 면제와 함께 시행된다.
연료세와 같은 간접 탄소 가격은 탄소세보다 훨씬 일반적이다. 2021년 OECD는 평가한 71개 국가 중 67개 국가가 어떤 형태로든 연료세를 부과하고 있다고 보고했다. 단지 39개만이 탄소세 또는 ETS를 가지고 있었다. 하지만 더 많은 국가에서 탄소세를 적용하고 있다. 또한 싱가포르, 캐나다, 남아프리카공화국을 포함한 여러 국가에서는 기존 탄소세를 향후 더욱 강화할 계획이다.
탄소세를 포함한 현재의 탄소 가격 정책은 파리 협약 목표와 일치하는 배출 변화를 달성하기에는 여전히 불충분한 것으로 평가된다. 국제통화기금(IMF), OECD 등은 현재 화석연료 가격이 환경에 미치는 영향을 반영하지 못하고 있다고 밝혔다.

### 유럽이 문서의 일부는 오래된 정보를 가지고 있어최신 정보로 교체해야 합니다.검토 후 최신 사건이 반영되도록 문서를 수정해 주세요. 내용에 대한 의견은토론 문서에서 나누어 주세요.
유럽에서는 많은 국가에서 에너지세를 부과하거나 탄소 함량을 일부 기준으로 에너지세를 부과했다.덴마크, 핀란드, 독일, 아일랜드, 이탈리아, 네덜란드, 노르웨이, 슬로베니아, 스웨덴, 스위스 및 영국이 바로 그 국가들이다. 이들 국가 중 어느 나라도 모든 부문에서 연료에 대해 균일한 탄소세를 도입할 수 없었다.
1990년대에는 EU 차원에서 탄소/에너지세가 제안되었지만 산업계 로비로 인해 실패했다. 2010년에 유럽연합 집행위원회는 범유럽적으로 최소 세금을 시행하는 것을 고려했다. 즉, 탄소 함량을 기준으로 계산되는 유럽연합 온실가스 배출 거래 제도(EU ETS)에 따라 구매한 오염 허가에 대해서였다.  이때 제안된 가격은 CO2 톤당 €4~€30이었다.

### 북미

#### 코스타리카(Costa Rica)
1997년 코스타리카는 탄화수소 연료에 3.5%의 탄소세를 부과했다. 이 수익금의 일부를 부동산 소유자가 지속 가능한 개발과 산림 보존을 실천할 수 있도록 "환경 서비스에 대한 지불"(PSA) 프로그램을 통해 인센티브로 제공하였다. 코스타리카 국토의 약 11%가 이 계획에 의해 보호되고 있다. 현재 이 프로그램을 통해 약 8,000명의 부동산 소유자가 연간 약 1,500만 달러를 혜택을 받고 있다.

#### 캐나다
2008년 캐나다 연방선거에서는 자유당 대표인 스테판 디온(Stéphane Dion)이 제안한 녹색전환(Green Shift)이라는 탄소세가 주요 쟁점으로 떠올랐다. 탄소에 대한 과세 증가와 리베이트의 균형을 맞추면서 수익 중립적이 될 수도 있었다.  그러나 사람들의 호응을 얻지 못했고 결국 가장 낮은 득표율을 얻으며 선거에서 패배했다. 결국 보수당이 "2012년부터 2015년 사이에 시행될 온실가스 및 대기 오염에 대한 북미 전역의 탄소 배출권 거래제를 개발하고 시행하겠다"고 약속하며 선거에서 승리했다.
2018년 캐나다는 2019년부터 수익 중립적인 탄소 부과금을 제정하며,  쥐스탱 트뤼도(Justin Trudeau) 총리의 캠페인 공약을 이행했다. 온실가스 오염 가격 책정법은 적절한 탄소 가격 책정이 없는 주에만 적용되고 있다.
2020년 9월 현재, 캐나다의 13개 주 및 지역에서 약 7개 주 연방 탄소세를 사용하고 있으며 3개 주에서는 자체 탄소세 프로그램을 개발했다.
2020년 12월, 연방 정부는 탄소 가격을 연간 톤당 $15(캐나다 달러)인상하여 2025년에는 톤당 $95(캐나다 달러), 2030년에는 톤당 $170(캐나다 달러)로 인상되는 계획을 새로 발표하였다.
퀘벡주는 탄소세를 도입한 최초의 주가 되었다. 이 세금은 2007년 10월 1일부터 에너지 생산자에게 부과되었고, 징수된 수입은 에너지 효율 프로그램에 사용되었다. 휘발유에 대한 세율은 리터당 $CDN0.008, 즉 이산화탄소 1톤당 약 $3.50(캐나다 달러)이다.

#### 미국

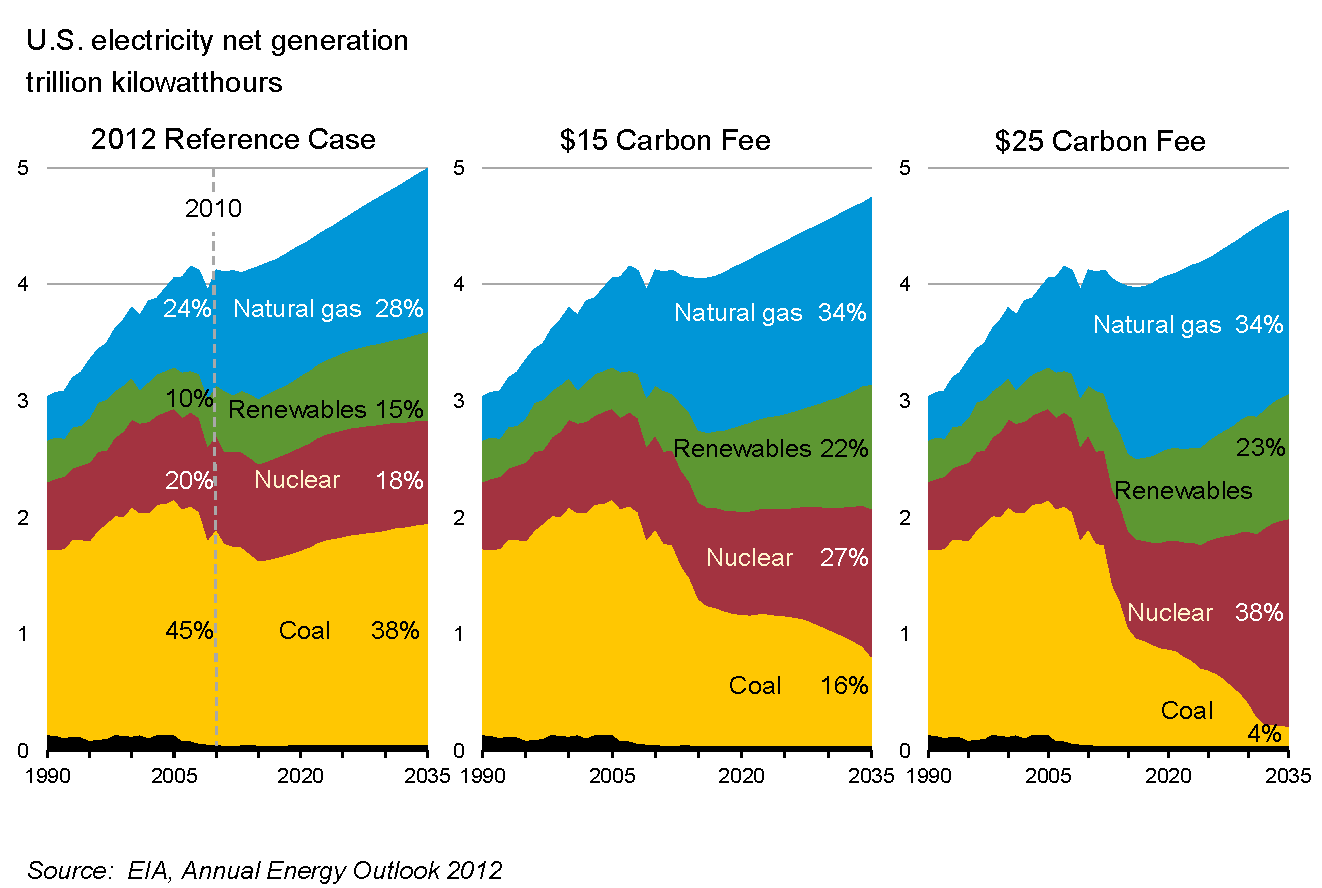
탄소세가 미국의 전력 생산에 미치는 영향 추정(미국 에너지 정보청)

미국에서는 탄소세가 여러 차례 제안됐지만 제정된 적은 없다. 예를 들어, 2018년 7월 23일 Carlos Curbelo 의원(플로리다 공화당)은 수익을 미국의 인프라 및 환경 솔루션을 강화하는 데 사용하는 "시장 선택법"인 H.R. 6463을 도입하고자 했다. 해당 법안은 국회에 제출됐지만 법으로 제정되지는 못했다.
현재 많은 단체에서 국가 탄소세 제안을 추진하고 있다. 탄소세가 정부의 규모를 확대시키고 생활비를 증가시킬 것이라는 보수주의자들의 우려를 해결하기 위해 최근에는 세입 중립성에 중점을 두고 있다. 민 기후 로비(CCL), RepublicEn(이전의 E&EI), 기후 리더십 위원회(CLC) 및 미국인을 위한 탄소 배당금(AFCD)과 같은 단체들은 국경 조정을 통해 세입 중립 탄소세를 지원한다. 후자의 두 조직은 2017년 발표 이후 전국적인 초당적 관심을 얻은 베이커 슐츠(Baker-Shultz) 탄소 배당 계획을 옹호한다. 핵심 원칙은 미국인들에게 모든 수익이 동일한 배당금으로 환급되는 탄소세를 점진적으로 인상하는 것이다. 이 계획은 공화당 원로 정치인 제임스 베이커(James Baker)와 조지 슐츠(George Shultz)가 공동으로 작성했으며 그 이름을 따왔다. 또한 마이크로 소프트(Microsoft), 펩시(Pepsico), 퍼스트 솔라(First Solar), 미국 풍력 에너지 협회(American Wind Energy Association), 엑슨 모빌(Exxon Mobil), BP 및 지엠(General Motors)를 포함한 기업들의 지원을 받고있다.
노벨평화상 수상자이자 환경전도사로 불리는 앨 고어 전 미국 부통령은 탄소세는 정치적 어려움이 더 클 것으로 예상되는 만큼 배출권거래제가 더 현실적이라고 말한 적이 있다.

#### 한국
이명박 정부는 녹색성장을 핵심정책으로 추진 중이기 때문에, 탄소세를 도입할 것으로 예상했으나, 도입에 신중한 자세를 보였다. 기획재정부 관계자는 "현재의 에너지 세제는 온실가스를 실제적으로 많이 배출하는 석탄활용 산업이나 전기 등에 대한 특별한 과세가 없다"며 "중장기적으로 탄소세를 도입하거나 기존 세제를 강화하는 방식 중 하나를 선택할 것"이라고 밝혔다. 정부는 온실가스 배출권 거래제를 2011년부터 시행할 예정인데, 탄소세도 이와 동시에 시행되거나 시차를 두고 시행될 가능성이 거론했다.

## 탄소세 도입 지역 및 국가

### 유럽
- 1990년  핀란드
- 1991년  스페인  노르웨이  스웨덴
- 1992년  덴마크
- 2001년  영국

### 북미
- 2007년 4월  미국 콜로라도주 볼더: 가정 당 한 달에 1달러 33센트의 세금을 부과. 신재생 에너지를 통해 전기를 소비하면 세금을 감면.[133]
- 2008년 5월  미국 캘리포니아주 : 대기 관리국(BAAQMD)이 톤당 0.044의 탄소세를 부과하는 법안을 통과.[133]
- 2010년 5월  미국 메릴랜드주 : 미국 최초의 주 단위 탄소세 법안이 통과되어, 한해 동안 백만 톤 이상의 탄소를 배출한 오염원에게 톤당 5 달러를 부과.[133]
- 2008년 7월  캐나다 브리티시컬럼비아주[134]

### 오세아니아
- 2012년  오스트레일리아

## 같이 보기
- 탄소 배출권
- 탄소 발자국